# Vojne v nekdanji Jugoslaviji
Vojne v nekdanji Jugoslaviji so vse vojne, ki so se zgodile na ozemlju bivše SFRJ od leta 1991 do 2001. V vojne je bilo vpletenih vseh šest nekdanjih jugoslovanskih republik. Vojna se je končala hitro v Sloveniji, v drugih republikah, kot sta Hrvaška in Bosna in Hercegovina, pa je trajala skoraj štiri leta. Po nekajletnem miru je ponovno prišlo do konflikta na Kosovu, ki se je nato razširil na Makedonijo, kjer je nastala kratkotrajna državljanska vojna.
Za večino vojn na tleh nekdanje Jugoslavije so bili značilni izraziti etnični konflikti med Srbi, Hrvati, Bošnjaki in Albanci, kasneje pa tudi med Albanci in Makedonci. Te konflikte je podžgalo spodbujanje nacionalizma ter trenja, zlasti med Hrvati in Srbi, kar so izkoristili (ali celo sami spodbujali) politiki tako na srbski kot hrvaški strani. Ključno pa je etnične konflikte razplamtela politika nekaterih srbskih politikov kot je zlasti Slobodan Milošević, kar je na koncu pripeljalo do najbolj krvavih vojn na evropskih tleh po drugi svetovni vojni.
Vojne so povzročile ogromno gospodarsko škodo. Veliko ljudi je bilo pregnanih s svojih domov, prišlo pa je tudi do množičnih pobojev skoraj na vseh v vojne vpletenih straneh. Zaradi nemogočih razmer je posredovala OZN in na ozemlje bivše Jugoslavije poslala mirovne sile, da bi umirile strasti, vendar te pri svojem delu niso bile učinkovite. Nekoliko bolje so se izkazale le na Kosovu in v Makedoniji.
Zaradi številnih vojnih zločinov je Evropska unija ustanovila Mednarodno sodišče za vojne zločine na območju nekdanje Jugoslavije  . Po drugi svetovni vojni in Nürnberških procesih, kjer so sodili nacistom, je bilo to prvo mednarodno sodišče v Evropi, namenjeno sojenju vojnim zločincem na območju nekdanje Jugoslavije. Sodišče je učinkovito opravilo svojo vlogo, saj so vsi obtoženci priprti. .Zadnja sodba sodišča je bila izrečena 29. novembra 2017, institucija pa je formalno prenehala obstajati 31. decembra istega leta .

## Kronologija dogodkov v Jugoslaviji
- 1968 - Študenti na Kosovu zahtevajo več pravic za Albance
- 1971 - Demonstracije na Hrvaškem
- 1974 - Nova jugoslovanska ustava vsem jugoslovanskim republikam podeli več pravic
- 1980 - Umre Josip Broz Tito
- 1981 - Začne se gospodarska kriza, na Kosovu pride do novih protestov. Albanci zahtevajo, da Kosovo postane republika
- 1989 - V Srbiji pride na oblast Slobodan Milošević
- 1990 - V Jugoslaviji so organizirane prve demokratične volitve po 2. svetovni vojni, na oblast pride srbska elita, ki želi preprečiti demokratične spremembe, vendar ji to spodleti. Slovenska in hrvaška novoizvoljena vlada ne skriva težnje po samostojni državi. Hrvaški Srbi začnejo upor proti novi hrvaški vladi.
- 1991 - Slovenija in Hrvaška razglasita neodvisnost. V Sloveniji se začne desetdnevna vojna. JLA se nato umakne iz  Slovenije in poseže v spopade na Hrvaškem. Začnejo se boji za Vukovar, Dubrovnik in Osijek
- 1992 - Vojna na Hrvaškem se razširi. Makedonija in Bosna razglasita neodvisnost. Začne se vojna v Bosni. OZN uvede sankcije proti Jugoslaviji in medse sprejme Slovenijo, Hrvaško ter Bosno in Hercegovino.
- 1993 - Začne se vojna med Hrvaško in BiH. Med spopadi v Mostarju Hrvati porušijo Mostarski most.
- 1994 - Z mirovnim sporazumom se končajo spopadi med Hrvaško ter Bosno in Hercegovino.
- 1995 - V Srebrenici pride do pokola civilistov. Hrvaška začne operaciji Nevihta in Blisk. NATO napade vojaške položaje vojske bosanskih Srbov. Podpisan je Daytonski sporazum.
- 1996 - Takrat mednarodno nepriznana Zvezna republika Jugoslavija, ki je nastala na pogorišču nekdanje SFRJ, prizna Hrvaško in BiH
- 1998 - Na Kosovu pride do spopadov med Srbi in Albanci
- 1999 - NATO začne vojaško operacijo proti Srbom na Kosovu z bombardiranjem strateških ciljev na Kosovu, v Srbiji in Črni gori, pri čemer umirajo tudi nedolžni civilisti. Nadzor nad Kosovom prevzame OZN.
- 2000 - Slobodan Milošević izgubi na predsedniških volitvah. Predsednik Zvezne Republike Jugoslavije postane Vojislav Koštunica.
- 2001 - V Makedoniji pride do spopadov med makedonsko vojsko in albanskimi skrajneži
- 2002 - Slobodana Miloševića aretirajo in ga izročijo Haaškemu sodišču
- 2003 - Zvezna Republika Jugoslavija se preimenuje v državo Srbija in Črna gora
- 2005 - Anteja Gotovino aretirajo. Leta 2012 je haaško sodišče ugodilo pritožbi in sodbo na prvi stopnji razveljavilo.
- 2006 - Črna gora po referendumu razglasi neodvisnost od ZRJ (Srbije). Razpade tretja jugoslovanska država.
- 2008 - Kosovo razglasi neodvisnost in državotvornost.
- 2008 - Srbske oblasti aretirajo Radovana Karadžića
- 2011 - Srbske oblasti aretirajo Ratka Mladića
- 2011 - Srbske oblasti aretirajo Gorana Hadžića, zadnjega obtoženca za vojne zločine na območju nekdanje Jugoslavije

## Vzroki za vojno
Vzroke za krvavo vojno v Jugoslaviji moramo iskati v njeni preteklosti, ki pa je bila prav tako krvava. Balkan je bil že od nekdaj večnacionalen saj so ga naseljevale različne etnične skupine z različnimi jeziki, običaji in verami. Spopadi med temi skupinami so bili pogosti, zato je predstavljal nekakšen "divji zahod" Evrope, hkrati pa je imel tudi izjemno pomembno lego, saj je preko njega tekla kopenska povezava in trgovina z Orientom med zahodom in vzhodom. Zaradi teh razlogov je bilo območje skozi stoletja pod nenehnim vplivom evropskih in drugih velesil (Otomansko cesarstvo, Avstrijsko cesarstvo, Rusko cesarstvo, Avstro-Ogrska, Italija ...). Te sile so zapletene razmere na Balkanu še dodatno poslabšale tako, da se je Balkana prijelo ime "sod smodnika", saj se nikoli ni vedelo kdaj in zaradi katerega razloga bo izbruhnil nov krvav konflikt, ki bo pomembno vlival na razmerje sil v Evropi. V začetku dvajsetega stoletja so Balkan in območje bodoče Jugoslavije zaznamovale prva in druga balkanska vojna. Največje spremembe je povzročila prva svetovna vojna, ki se je začela prav na Balkanu, zaradi atentata na avstrijskega prestolonaslednika v Sarajevu. Razpad večnacionalne Avstro-Ogrske je na Balkanu povzročil nastanek nove države Kraljevine SHS, ki se je nato preimenovala v Kraljevino Jugoslavijo. Kraljevina je bila večnacionalna, v večini so jo sestavljali Slovenci, Hrvati, Srbi, Črnogorci, Bošnjaki in Makedonci. Vsi narodi so sprva podpirali nastanek nove t. i. južnoslovanske države, kjer bi bili vsi južnoslovanski narodi enakopravni  in bi si usodo krojili sami in ne evropske velesile. Začetno veselje pa je kmalu izginilo, saj so nadzor nad kraljevino v glavnem prevzeli Srbi, kar se je odražalo tudi v kasnejših obdobjih, saj je veliko Srbov vse tri Jugoslavije, ki so v 20. stoletju nastale v tem delu sveta, smatralo za razširjeno večnacionalno srbsko državo. To je skozi desetletja povzročalo huda politična in nacionalna trenja, katere je vlada v Beogradu uspela nadzorovati le z represijo. Prav zaradi teh notranjih trenj, skrajno birokratizirana in centralizirana kraljevina, ki je nastala po prvi svetovni vojni, nikoli ni delovala kot država vseh narodov v njej. Bilo je le vprašanje časa kdaj bo razpadla. Do razpada prve jugoslovanske države je prišlo po aprilski vojni, aprila 1941. V skladu z dogovorom med silami osi in Hitlerjevimi usmeritvami so si državo razdelile: Italija, Nemčija, Madžarska, Romunija , Bolgarija in NDH. Kmalu po zasedbi se je na posameznih območjih okupirane kraljevine začel odpor. Najbolj dejavni so bili komunisti pod poveljstvom Josipa Broza Tita. Njihova moč in vpliv sta v kratkem izredno narasla, zato so komunisti kmalu prišli v navzkriž z četniki in ustaši, ki so zaradi boja za oblast, prestopili na stran sil osi in s tem izgubili večinsko podporo prebivalstva. Vedno večjo moč komunistov so opazili tudi zavezniki, zato so jih tekom vojne, v skupnem boju proti nacistični Nemčiji, začeli oskrbovati. S tem se je njihova moč še dodatno povečala.Titu pa je s pomočjo komunistične ideologije, na svojo stran uspelo pridobiti vse večje jugoslovanske narode in jih združiti v skupni boj proti okupatorju. Po vojni je bila pod vodstvom Tita in komunistov razglašena Socialistična federativna republika Jugoslavija. Zaradi povojne obnove, komunistične ideologije in Tita, ki je kot kult osebnosti združeval vse narode, so bile razprtije med jugoslovanskimi narodi začasno pozabljene in potlačene, vendar ne za dolgo. Zaradi vse večjih političnih, socialnih in gospodarskih razlik med posameznimi jugoslovanskimi republikami so spori ponovno privreli na dan in bili kmalu tudi na silo zatrti. V izogib novim sporom, je bilo leta 1973 z novo ustavo republikam podeljeno več pravic in samouprave, med drugim tudi pravica do samoodločbe. Leta 1980 je Tito umrl. Od takrat naprej so se razmere v državi samo še slabšale. Razmerje med narodi je bilo podrto in Srbija je začela pridobivati na moči. S tem je prišla v navzkriž z ostalimi jugoslovanskimi narodi, predvsem z Slovenijo in Hrvaško, kateri sta zahtevali večjo avtonomijo inkasneje tudi neodvisnost. Že tako napete razmere v državi, pa je poslabšala še gospodarska kriza in nacionalizem nekaterih srbskih politikov. Konec osemdesetih in v začetku devetdesetih je postajalo vse bolj jasno, da bo tudi druga jugoslovanska država razpadla. Vprašanje je bilo le kdaj in kako se bo to zgodilo. Kakor danes priča zgodovina, se je to zgodilo na zelo krvav način.

## Vojna v Sloveniji
Potem ko so propadli vsi pogovori z jugoslovansko vlado v Beogradu o spremembi ustave, je Slovenija, 25. junija 1991, razglasila samostojnost. Vlada v Beogradu, ki je bila pod močnim vplivom vojske in srbskega nacionalizma, je na razglasitev samostojnosti  Slovenije , reagirala zelo ostro. Na mejne prehode z Italijo, Avstrijo in Madžarsko so poslali vojsko. Namen vojske je bil odrezati Slovenijo od zunanjega sveta ter z silo preprečiti njeno razdružitev od Jugoslavije. Prvi tanki JLA so se na slovenskih cestah pojavili še isti dan po razglasitvi samostojnosti in neodvisnosti. Naslednji dan, 26. junija, pa se je pokazala vsa razsežnost agresije vojske. JLA je imela v Sloveniji okoli 22.300 dobro opremljenih in oboroženih vojakov s podporo letalstva, nasproti njih pa je stalo 35.000 slabo oboroženih in opremljenih pripadnikov slovenske teritorialne obrambe (TO) in 10.000 rezervnih pripadnikov takratne slovenske milice. V prvih dneh agresije so enote JLA zasedle večino mejnih prehodov z Italijo, Avstrijo in Madžarsko. Oklepno mehanizirana enota iz Vrhnike pa je zasedla letališče Brnik. Hkrati so iz smeri Hrvaške proti Ljubljani in mejnim prehodom začele prodirati oklepne kolone. Njihovo napredovanje je bilo zaradi cestnih barikad kmalu ustavljeno. Enote so ostale obkoljene daleč od svojih vojašnic. Pri preboju barikad je prišlo do ostrih spopadov z TO, v katerih so padle prve žrtve. JLA je poizkušala nekatere svoje enote rešiti z helikopterskimi desanti, ki pa so se prav tako ponesrečili. Pri tem sta bila sestreljena tudi dva helikopterja. Ker je TO kronično primanjkovalo orožja in opreme, so bila napadena in zavzeta številna vojaška skladišča. Jugoslovanska vojska pa ni ostala odrezana samo na terenu, ampak tudi v svojih lastnih vojašnicah. Izklopljena jim je bila voda in elektrika, zato je morála med vojaki, večinoma naborniki, začela hitro upadati. Mnogi so dezertirali. Ker tankovske enote niso dosegle svojega cilja, je vojska na pomoč poslala letalstvo, katero je raketiralo radijske oddajnike, cestne barikade, letališče Brnik in ne zelo ogroženo Termo elektrarno Šoštanj. Napadi so bili le deloma uspešni, stanje v armadi pa se je iz ure v uro slabšalo. Vsi poizkusi preboja iz smeri Hrvaške so zaradi močnega odpora teritorialcev propadli, večina mejnih prehodov na zunanjih mejah pa je padla v roke TO. Armadi, ki je bila obkoljena v svojih vojašnicah in tako izolirana od zunanjega sveta, ni preostalo drugega kot da sprejme premirje, ki ji je bilo ponujeno. V naslednjih dneh so se enote začele vračati v svoje vojašnice, pogajanja pa so bila prepuščena politikom. Na Brionih je bilo sklenjeno trajno premirje, določen pa je bil tudi trimesečni rok v katerem se mora JLA umakniti iz Slovenije. Zadnji vojak JLA je Slovenijo zapustil v noči iz 25. na 26. oktober 1991.

## Vojna na Hrvaškem
Hrvaška je svojo samostojnost razglasila istočasno s Slovenijo, nanjo pa je bila precej slabše pripravljena kot njena severna soseda. Na Hrvaškem je živelo veliko Srbov, ki so ostro nasprotovali odcepitvi in so začeli sami, ob izdatni podpori Srbije, organizirati oborožen odpor. Kot velik problem se je izkazala tudi oborožitev hrvaške teritorialne obrambe, ki jo je JLA v mesecih pred vojno skoraj popolnoma razorožila, poleg tega pa so bile enote JLA po dogodkih v Sloveniji že bolje pripravljene na vojaško posredovanje. Podobno kot v Sloveniji, je tudi na Hrvaškem armada ostala ujeta v vojašnicah, vendar ne za dolgo. Iz njih se je poizkušala prebiti s silo in pri tem je bilo veliko žrtev na obeh straneh. Zaradi razpada države so začeli armado množično zapuščati Makedonci in Albanci, tako so jo večinoma sestavljali le še Srbi, s čimer se je enotnost le-te povečala. 
Da bi armada zavarovala ostanke srbske Jugoslavije in srbsko prebivalstvo na hrvaškem, je v Dalmaciji in na meji z Bosno in Srbijo začela z serijo ofenziv. Ofenzive so zaznamovali obsežni in krvavi spopadi za: Dubrovnik, Gospić, Šibenik, Zadar, Karlovec, Sisak, Slavonski Brod, Osijek, Vinkovce in Vukovar. Najbolj dramatično je postalo obleganje Vukovarja, ki je 18. novembra 1991, po 87 dneh obleganja, padel v srbske roke. Po končanem obleganju pa so srbske paravojaške enote v mestu in njegovi okolici izvajale vojne zločine nad civilnim prebivalstvom in vojnimi ujetniki. Proti koncu leta 1991 se je po začetnem šoku moč hrvaške vojske izredno povečala, zato je ta začela prehajati v ofenzivo, s katero je osvobodila velik del zasedenega ozemlja, dosežki pa so bili vidni tudi v zunanjepolitičnem dogajanju, saj so Hrvaško kot samostojno državo priznale številne evropske države. Ob podpori tretjih držav so se začela prva mirovna pogajanja, ki pa niso prinesla trajnega miru, zato so se boji nadaljevali z vso silovitostjo. Decembra so Srbi v obmejnem pasu razglasili Srbsko republiko Krajino, ki pa je razen Srbije ni priznala nobena druga država.
Zaradi krvavih spopadov v Slavoniji in Dalmaciji ter priznanja Hrvaške kot samostojne in neodvisne države, je JLA izgubila legitimnost po vojaškem posredovanju, zato ji ni preostalo drugega, kot da je na zahtevo Združenih narodov 2. januarja 1992 podpisala premirje in se zavezala, da se umakne v Bosno in Hercegovino (BIH), kjer je še istega leta izbruhnil nov krvav konflikt. Izpraznjene položaje JLA so zasedli vojaki Republike Srbske Krajine, ki premirja niso spoštovali, zato so Združeni narodi na nemirna območja poslali enote UNPROFORJA, da bi ločile sprte strani. Preostanek leta 1992 so zaznamovali manjši spopadi, ki pa niso prinesli bistvenega napredka ne na eni ne na drugi strani.
Leto 1993 sta zaznamovali dve veliki hrvaški ofenzivi; Operacija Maslenica in Operacija Medački žep. Namen operacije Maslenica je bil osvoboditi območje okoli Maslenice in strateško pomemben most, ki je Zadar povezoval z Zagrebom. Operacija se je začela 22. januarja in je Srbe popolnoma presenetila. Po kratkem boju je hrvaška vojska ob podpori letalstva in mornarice prebila srbske obrambne položaje in zasedla strateško pomembne položaje okoli Zadra. V strahu, da bi Hrvati zasedli vso Srbsko Krajino so Srbi napadli skladišča orožja, ki jih je varoval UNPROFOR in se začeli bolj učinkovito upirati. Operacija je bila zaradi vedno večjih izgub v začetku februarja ustavljena. Razmere na tem bojišču, razen topniških obstreljevanj in manjših spopadov, so do maja 1995 ostale nespremenjene. V začetku septembra 1993 je bila v okolici Gospića sprožena nova ofenziva, s katero so Hrvati želeli preprečiti nenehno topniško obstreljevanje Gospića (Operacija Medački žep). Ofenziva je uspela, pri tem pa so hrvaške sile pod vodstvom Mirka Noraca in ostalih poveljujočih zagrešile številne vojne zločine nad srbskim prebivalstvom. Po ofenzivi se je hrvaška vojska umaknila, njihove položaje pa so zasedle sile UNPROFOR-ja.
Med letoma 1992 in 1994 so bili Hrvati posredno vpleteni v še en konflikt, ki je potekal v BIH med tamkaj živečimi Hrvati in Bošnjaki. Spopadi so se končali februarja 1994 s podpisom premirja v Washingtonu, marca istega leta pa sta Hrvaška ter BIH sklenili zavezništvo v boju proti skupnemu sovražniku, vojski Republike Srbske in vojski Republike Srbske Krajine. To zavezništvo je hrvaški vojski omogočalo, da je lahko začela izvajati vojaške operacije v BIH. Najbolj odmevni sta bili operacija Zima 94 in Cincar kjer sta hrvaška in bošnjaška vojska združili sile v boju proti združenima srbskima vojskama v oklici Kupresa, Dinare in Livna s čimer so želeli deloma obkoliti Knin in omejiti obleganje Bihaća, ki je potekalo že od junija 1992. Medtem se je obleganje tega mesta nadaljevalo z vso silovitostjo. Razmere so se nekoliko umirile šele, ko je Varnostni svet Združenih narodov odobril vojaško posredovanje zveze NATO.
Zadnje leto vojne, 1995, sta zaznamovali dve veliki hrvaški ofenzivi: Operacija Blisk in Operacija Nevihta. S prvo je hrvaška vojska osvobodila velik del ozemlja okoli Okučanov v Slavoniji, hkrati pa je bila ta operacija nekakšen uvod v precej bolj obsežno Operacijo Nevihta. Ta se je začela 4. avgusta 1995, v njej je sodelovalo 200.000 hrvaških vojakov, 350 tankov in 200 topov; nasproti njih pa je stala vojska Srbske republike Krajine s 40.000 vojaki 250 tanki in 250 topovi. Operacija, za katero pravijo, da je potekala po priročniku za bojevanje, je srbsko vojsko popolnoma presenetila, tako da je hrvaška vojska že prvi dan ofenzive prebila srbsko obrambno linijo in obkolila posamezne srbske enote ter tako hitro napredovala v notranjost Srbske republike Krajine. Šestega avgusta je bil osvobojen Knin, dva dni pozneje pa so bile, zaradi popolne hrvaške zmage in premirja, ustavljene vse vojaške operacije. Srbska vojska se je predala 9. avgusta, v tem času je v Srbijo in BIH pobegnilo okoli 150.000 Srbov. Mnogi, ki so ostali na svojih domovih, pa so postali žrtve vojnih zločinov. Vojna na Hrvaškem se je zaključila po podpisu Erdutskega in Daytonskega sporazuma, novembra 1995.

## Vojna v Bosni in Hercegovini
Po odcepitvi Slovenije in Hrvaške, so začeli o samostojnosti resneje razmišljati tudi v BIH, zato so v ta namen pripravili referendum, na katerem se je večina prebivalcev izrekla za neodvisnost od Jugoslavije. Pri tem pa so se pojavile težave. BIH je bila multietnična republika, saj je poleg bošnjaškega prebivalstva (43%) tam živelo tudi veliko Srbov (31%) in Hrvatov (17%), ki se z razglasitvijo samostojne in neodvisne BIH niso strinjali, zato so tako Srbi kot tudi Hrvati razglasili svojo državo: Republiko Srbsko in hrvaško republiko Herceg-Bosno. Bosna in Hercegovina je svojo samostojnost in neodvisnost razglasila 1. marca 1992. Po predhodnem dogovoru se je JLA iz te republike umaknila bolj ali manj mirno, pri tem pa je večino težke oborožitve predala vojski Republike Srbske in srbskim paravojaškim skupinam. Te enote niso izgubljale časa in so hitro zavzele območja z večinskim srbskim prebivalstvom, nato pa so se usmerili še na območja z manjšinskim srbskim prebivalstvom. Pri tem so se začeli pojavljati prvi vojni zločini, ki so jih tekom vojne izvajale vse tri v vojno vpletene strani.
Leto 1992 je bilo za bošnjaško vojsko težavno. Bili so slabo opremljeni in oboroženi. Poleg tega so se morali boriti na dveh frontah hkrati, proti vojski Republike Srbske in proti hrvaški vojski samooklicane Herceg-Bosne. Ker je bila država z vseh strani obkrožena s sovražnikom, jo je reševala le lastna industrija in kmetijstvo, ki pa nista mogla slediti potrebam prebivalstva in vojske, zato se je začelo pojavljati vsesplošno pomanjkanje in lakota. To je najbolj prišlo do izraza v Sarajevu, mestu ki je od začetka vojne pa vse do leta 1995 ostalo razdeljeno in obkoljeno z vojsko bosanskih Srbov. Večinski bošnjaški del mesta je bil obkoljen, medtem ko je manjši srbski del mesta bil povezan z ozemlji pod kontrolo srbske vojske. Iz bošnjaškega dela mesta ali v mesto samo, se je dalo priti le po dveh poteh: preko sarajevskega letališča, ki ga je nadzoroval UNPROFOR ali pa preko podzemnega rova pod letališčem. Bošnjaški del mesta so že kmalu po izbruhu vojne obkolile srbske enote in ga začele neusmiljeno obstreljevati. Istočasno so bošnjaške enote obstreljevale z zunanje strani obroča dele mesta z srbskim prebivalstvom. Na obeh straneh so bili dejavni tudi ostrostrelci, ki so streljali na vse kar se je premikalo po mestnih ulicah. Prizaneseno ni bilo niti ženskam in otrokom. Med skoraj štiriletnimi boji je v mestu umrlo okoli 15.000 ljudi, ogromna je bila tudi gospodarska škoda, saj je v mestu bilo veliko stavb poškodovanih ali uničenih. Poleg Sarajeva, je do konca vojne ostalo oblegano tudi mesto Bihać. Mesto je bilo pod zaščito UNPROFOR-ja, tekom vojne so ga oblegale kar tri vojske: vojska Republike Srbske, vojska Srbske republike Krajine in vojska Avtonomne republike Zahodne Bosne.
Sredi leta 1993 si je bošnjaška vojska že nekoliko opomogla in se okrepila od začetnega šoka, zato je počasi prehajala v ofenzivo. To leto so predvsem zaznamovali boji s Hrvati v osrednji Bosni in v Hercegovini. Izjemno odmevni so bili ulični boji za strateško pomembna mesta, kot so Vitez, Novi Travnik, Gornji Vakuf in Mostar. Boji za Mostar so se začeli že junija 1992. Najprej je mesto obstreljevala JLA, po njenem umiku pa so položaje zasedli Hrvati. Ti so tekom vojne prevzeli zahodni del Mostarja in njegovo okolico, vzhodni del je ostal v bošnjaških rokah. Da bi Bošnjaki prekinili obleganje mesta, so septembra sprožili Operacijo Neretva 93, ki pa je bila kmalu zatem prekinjena zaradi poročil o vojnih zločinih nad ujetniki in civilnim prebivalstvom. Da bi UNPROFOR zaščitil civilno prebivalstvo je Varnostni svet Združenih narodov sprejel resolucijo 824 s katero je: Sarajevo, Goražde, Srebrenico, Tuzlo, Žepo in Bihać razglasil za varna območja pod nadzorom Združenih narodov.
Pomlad 1994 je za BIH prinesla veliko olajšanje, saj je bilo med hrvaško Herceg-Bosno in muslimanskim delom Bosne, sklenjeno trajno premirje kateremu je nato sledilo še vojaško zavezništvo s Hrvaško. Državi sta tako proti skupnemu sovražniku (Srbom) začeli izvajati usklajene vojaške operacije, ki so v kratkem času prinesle preobrat na bojišču. Preobrat v vojni je povzročila tudi granata, ki je 5. februarja 1994 na tržnici v Sarajevu ubila 68 in ranila 144 ljudi. Svetovna javnost je bila nad dogodkom zgrožena. Čeprav preiskave niso ugotovile, katera stran je granato izstrelila, je javnost zahtevala vojaško posredovanje mirovnih sil. Varnostni svet OZN je zahteval umik vsega težkega orožja okoli mesta. Grožnja mednarodne skupnosti je uspela saj je 12. februar minil mirno brez enega samega strela in ene same žrtve. 
Čeprav je bila celotna vojna v BIH izredno krvava, je bilo leto 1995 še toliko bolj. Leto so zaznamovale številne ofenzive, ki so naznanjale konec vojne. Julija je vojska Republike Srbske zasedla Srebrenico, ki je bila pod zaščito Združenih narodov. Od 8.000 muslimanskih vojakov in civilistov jih je srbska vojska umorila okoli polovico, druga polovica pa je padla med boji v poskusih preboja proti Tuzli. Svetovna javnost je bila nad dogajanjem zgrožena, zato je NATO krepil število letalskih napadov na srbske položaje. Konec julija sta združeni vojski Hrvaške in BIH sprožili Operacijo Poletje 95, kateri je nato avgusta sledila še Operacija Nevihta. Ta operacija je predstavljala preobrat v vojni, saj je bila vojska Srbske Krajine med spopadi poražena. Operaciji Nevihta je sledilo še več manjših spopadov, dokler ni bil 21. novembra 1995 v Daytonu podpisan mirovni sporazum, ki je končal vojno v BIH in na Hrvaškem.

## Vojna na Kosovu
Tako kot drugje po Jugoslaviji, je na Kosovu začelo vreti že leta, oziroma že desetletja pred razpadom Jugoslavije. Nezadovoljstvo ljudi se je pojavilo tudi na začetku osemdesetih let dvajsetega stoletja s prihodom gospodarske krize in političnimi spremembami, ki jih je povzročila smrt predsednika Jugoslavije Tita. Leta 1981 so Albanci na Kosovu zahtevali svojo republiko, s katero bi dobili več pravic. Protesti so bili bolj ali manj na silo zatrti. V drugi polovici osemdesetih let so se razmere na Kosovu zaradi srbskega nacionalizma znova poslabšale, zato sta morali posredovati policija in vojska. V začetku devetdesetih let, po izbruhu vojne v Sloveniji in na Hrvaškem, so bile razmere na Kosovu bolj ali manj mirne, čeprav je Srbija Albancem drastično zmanjšala državljanske pravice (odpuščanje delavcev albanskega rodu, prepoved albanskega jezika, ukinjanje šol, večina podjetji je postala državna last, ...). Albanci so se na to odzvali z ustanovitvijo vzporednih državnih institucij, ni jim pa uspelo odpraviti brezposelnosti, ki se je dvignila na neverjetnih 80%. Zaradi vsesplošnega nezadovoljstva je bil septembra 1991 izpeljan referendum o odcepitvi, ki ga je podprlo kar 90% Albancev, vendar se ni zgodilo nič, saj je Srbija referendum razglasila za neveljavnega. Istega leta je bila ustanovljena tudi OVK (Osvobodilna vojska Kosova), ki je zaradi napadov na Srbe in državne institucije kmalu pristala na seznamu terorističnih organizacij.
Prvi spopadi v tej nemirni pokrajini so se zgodili v začetku leta 1996, potem ko so albanski politiki izgubili vsakršno upanje, da bi spor rešili po politični poti. Napadi do takrat malo znane OVK na srbske varnostne sile in institucije, so v kratkem povzročili spiralo nasilja, ki mu ni bilo videti konca. Stvari so se še dodatno poslabšale zaradi kriznih razmer v sosednji Albaniji. Srbska policija in varnostne sile so na vsako agresijo OVK odgovorile z še večjo agresijo, kar je imelo za posledico veliko civilnih žrtev. Ker se je zdelo, da se bo regija ponovno pogreznila v vojno, so Združeni narodi in ZDA zahtevali takojšnjo prekinitev ognja. Do tega ni prišlo, so pa ob pomoči Rusije dosegli, da so na Kosovo prišli mednarodni opazovalci. Ti niso mogli kaj dosti pomagati, saj so se spopadi leta 1998 še bolj razširili in so po novem potekali v okolici vseh strateško pomembnih poti in mest. Spopadi so iz domov pregnali več kot 250.000 Albancev, ki so se povečini zatekli v Albanijo in Makedonijo. Ker se stvari niso umirile, je Varnostni svet Združenih narodov, konec septembra 1998 sprejel resolucijo, ki je predvidela zračne napade Natovih letal na srbske položaje in strateške cilje. Zastraševanje je uspelo, saj je bilo oktobra istega leta podpisano premirje, ki pa tudi ni zdržalo dolgo. Januarja in februarja 1999 se je nasilje ponovno začelo stopnjevati, vse pogostejši so postali uboji, ki so nato vodili do večjih spopadov in posameznih bombnih napadov. Sprti strani sta mir, pod pritiskom drugih držav, zopet poizkušali doseči z mirovnimi pogajanji, ki pa niso obrodila nobenega sadu, saj so se pogoji za obe strani zdeli preveč radikalni in zato nesprejemljivi. Dvaindvajsetega marca 1999 so Kosovo začeli zapuščati zunanji opazovalci, kar je bil za Srbe znak, da se nekaj pripravlja. Po preostanku Jugoslavije (Srbija z Vojvodino, Kosovo, Črna gora) tako imenovane ZRJ, je bil sprožen preplah in izvedena popolna mobilizacija vojske. Dan pozneje je Richard Holdbrook javnost obvestil, da so mirovna pogajanja propadla in s tem so reševanje konflikta prepustili NATO-vim silam. Naslednji dan, 24. marca 1999 ob 19:00 so Natova letala začela z bombardiranjem vojaških objektov (takrat še) jugoslovanske vojske. Med marcem in junijem so Natova letala opravila več kot 38.000 bojnih nalog nad Srbijo, Črno goro in Kosovo. Sprva so bili cilji letalskih napadov vojaški objekti (vojašnice, skladišča orožja, vojaška letališča, ...), protiletalska obramba in srbski obrambni položaji. Kasneje, ko so uvideli da bombardiranja nimajo zaželenega učinka, pa so prešli še na t.i. objekte za večnamensko uporabo: mostove, železnico, ceste, RTV oddajnike, energetske objekte, ... Aprila je postalo jasno, da bombardiranja niso spravila Srbe na kolena, saj so postali še bolj enotni, politična moč Miloševića pa se je še povečala. Poleg tega je naraščala tudi kolateralna škoda (bomba na kitajsko veleposlaništvo in na konvoj albanskih beguncev ...). Zato so v NATU razmišljali tudi o kopenski operaciji, ki bi jo bilo treba izvesti še pred zimo, ko so ceste iz Albanije in Makedonije še prevozne. Ko je kazalo, da se bo konflikt sprevrgel v resen spopad z Natovimi silami, ki bi lahko imel globalne posledice, se je med sprte strani v zadnjem trenutku vmešala Rusija. Ta je, s pomočjo Finske, od srbskega predsednika Miloševića zahtevala premirje in ga, ob zagotovilu da tja pridejo ruske mirovne sile, tudi dobila. Ponovno so se začela pogajanja in 3. julija je bilo podpisano trajno premirje. 10. julija so bile ustavljene vse letalske operacije enot NATO pakta. Dva dni kasneje pa so na Kosovo prišle mednarodne sile za zagotavljanje miru KAFOR. V skladu z mirovnim sporazumom so se morale iz Kosova umakniti vse enote srbske vojske in policije, državne ustanove pa so morali predati predstavnikom mednarodnih sil. 
Sedemnajstega februarja 2008 je Kosovo razglasilo samostojnost in neodvisnost. Kljub temu mednarodne enote za zagotavljanje miru, KAFOR ostajajo tam. Sporom med Albanci in Srbi namreč ni videti konca, saj se Srbi niso sprijaznili z izgubo Kosova. 

## Vojna v Makedoniji
Makedonija je bila edina republika, ki je Jugoslavijo zapustila brez vojne in brez večjih političnih pretresov, zato je že od samega začetka veljala za stabilno državo. Tako je ostalo večino devetdesetih let dvajsetega stoletja, dokler se razmere v regiji zaradi vojne na Kosovu, niso nenadoma spremenile. V Makedoniji je živelo okoli 23% Albancev, ki so živeli večinoma na severu, na meji s Kosovom. V nasprotju s svojimi severnimi sosedi (Srbijo), so imeli Albanci v Makedoniji dobro urejene manjšinske pravice, njihovi predstavniki pa so bili zastopani tudi v makedonskem parlamentu. Zato se je marsikateri spor lahko rešil s pogajanji. Kljub temu se je med Albanci začelo širiti separatistično mišljenje, ki se je s prihodom albanskih beguncev in upornikov iz Kosova, leta 1999 še okrepilo. Med letoma 1998 in 1999 je v Makedonijo pribežalo 360.000 albanskih beguncev, kar je imelo za makedonsko gospodarstvo katastrofalne posledice, saj država ni zmogla oskrbeti tako veliko število ljudi. Spremenilo se je tudi razmerje v etnični sestavi Makedonije. Kot velik problem se je izkazala tudi izredno porozna makedonsko-kosovska meja, preko katere so Albanci tovorili orožje in opremo za boj proti Srbom na Kosovu, mejo pa so večkrat prehajali tudi pripadniki OVK (Osvobodilna vojska Kosova). Makedonija je mednarodno skupnost več let zaman opozarjala na nevzdržne varnostne razmere in nevarnost širjenja spopadov na svoje ozemlje. Ker ni dobila pomoči, je na mejo poslala vojsko. Konec leta 1999 in v začetku leta 2000 je bilo le še vprašanje časa kdaj bo počil prvi strel s katerim se bo začel nov krvav konflikt na Balkanu. Do prvega večjega incidenta je prišlo januarja 2001, ko so oboroženi Albanci napadli neko policijsko postajo v bližini Tetova. V napadu je umrl en policist, trije pa so bili ranjeni. Odgovornost za napad je prevzela v Makedoniji delujoča albanska Nacionalna osvobodilna vojska (NOV). Kasneje se je izkazalo da je bilo v organizaciji veliko pripadnikov OVK. Kmalu zatem so med OVK in makedonskimi varnostnimi silami izbruhnili prvi večji spopadi. OVK je bila v spopadih kmalu premagana, zato je preko meje pobegnila na Kosovo. Makedonija je potem NATO obtožila, da niso naredili nič za razorožitev Albancev in zaščito kosovsko-makedonske meje. Marca so se pripadniki OVK vrnili v Makedonijo in zasedli hribe okoli Tetova, nato pa z vso silo začeli napadati makedonske varnostne sile v mestu. Ker pogajanja o premirju niso uspela je makedonska vojska 18. marca izvedla mobilizacijo rezervistov, tej je 25. marca sledila še ofenziva na položaje OVK. Po dvodnevnih srditih bojih je OVK zapustila položaje in preko meje zopet pobegnila nazaj na Kosovo. Prvi ofenzivi je sledila še druga, v kateri so makedonske varnostne sile očistile področja severno od Skopja in Tetova, operacija je bila ustavljena 31. marca 2001. Čeprav so makedonske varnostne sile zmagale v tej vojni, se varnostne razmere še dolgo časa niso povsem umirile, saj je neprestano prihajalo do manjših incidentov in napadov iz zasede. Spopadi so se prenehali šele s podpisom ohridskega sporazuma 13. avgusta 2001. Makedoncem je bil vsiljen separativni mir, s katerim so Albanci v Makedoniji dobili še več pravic in avtonomije.